# Peenebrücke Wolgast

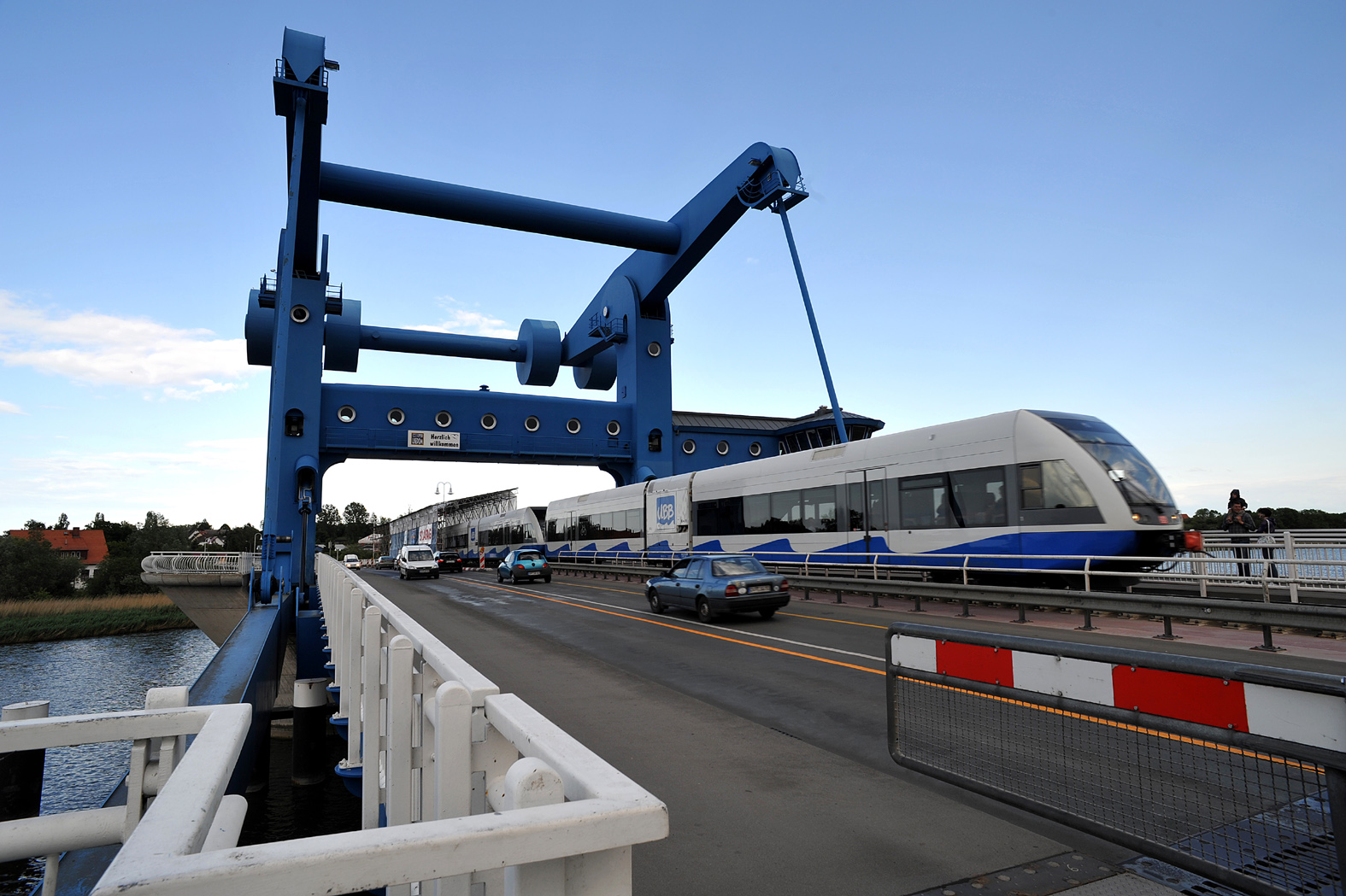
De Peenebrücke in 2009

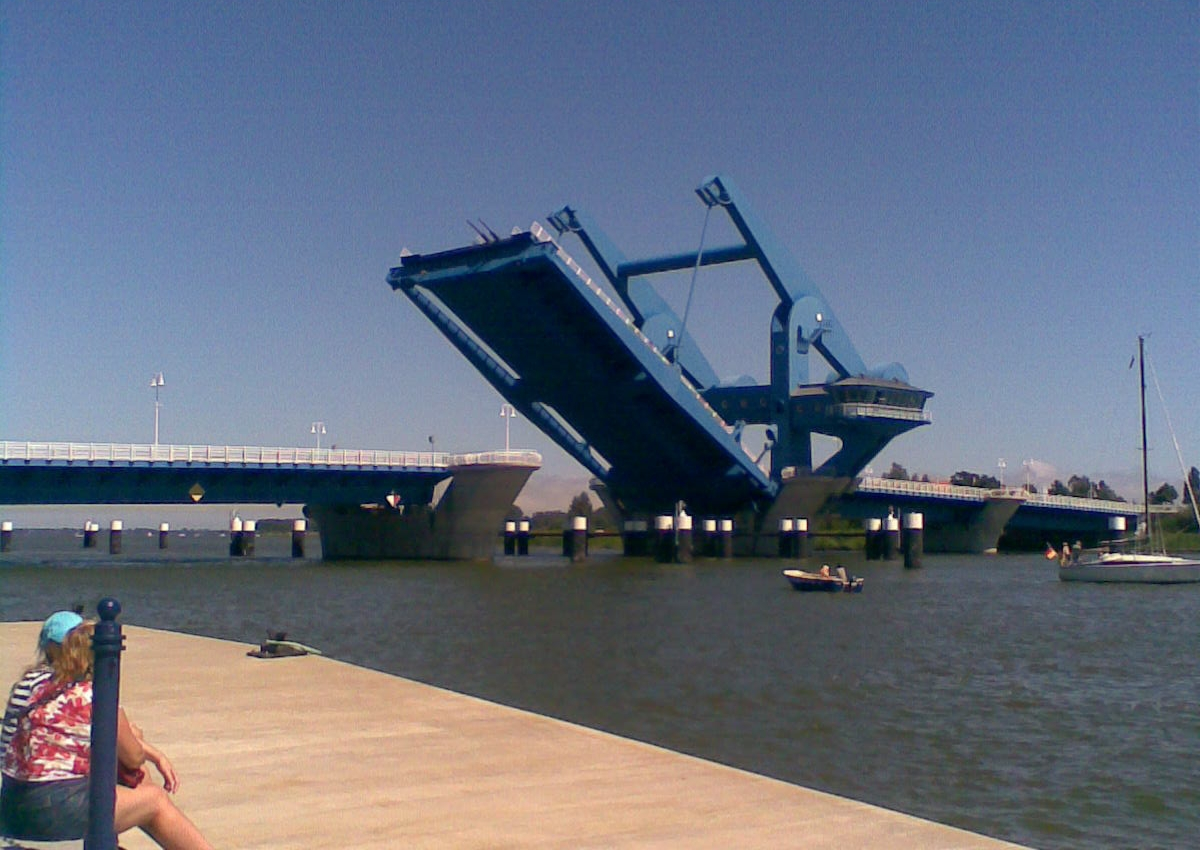
De Peenebrücke open

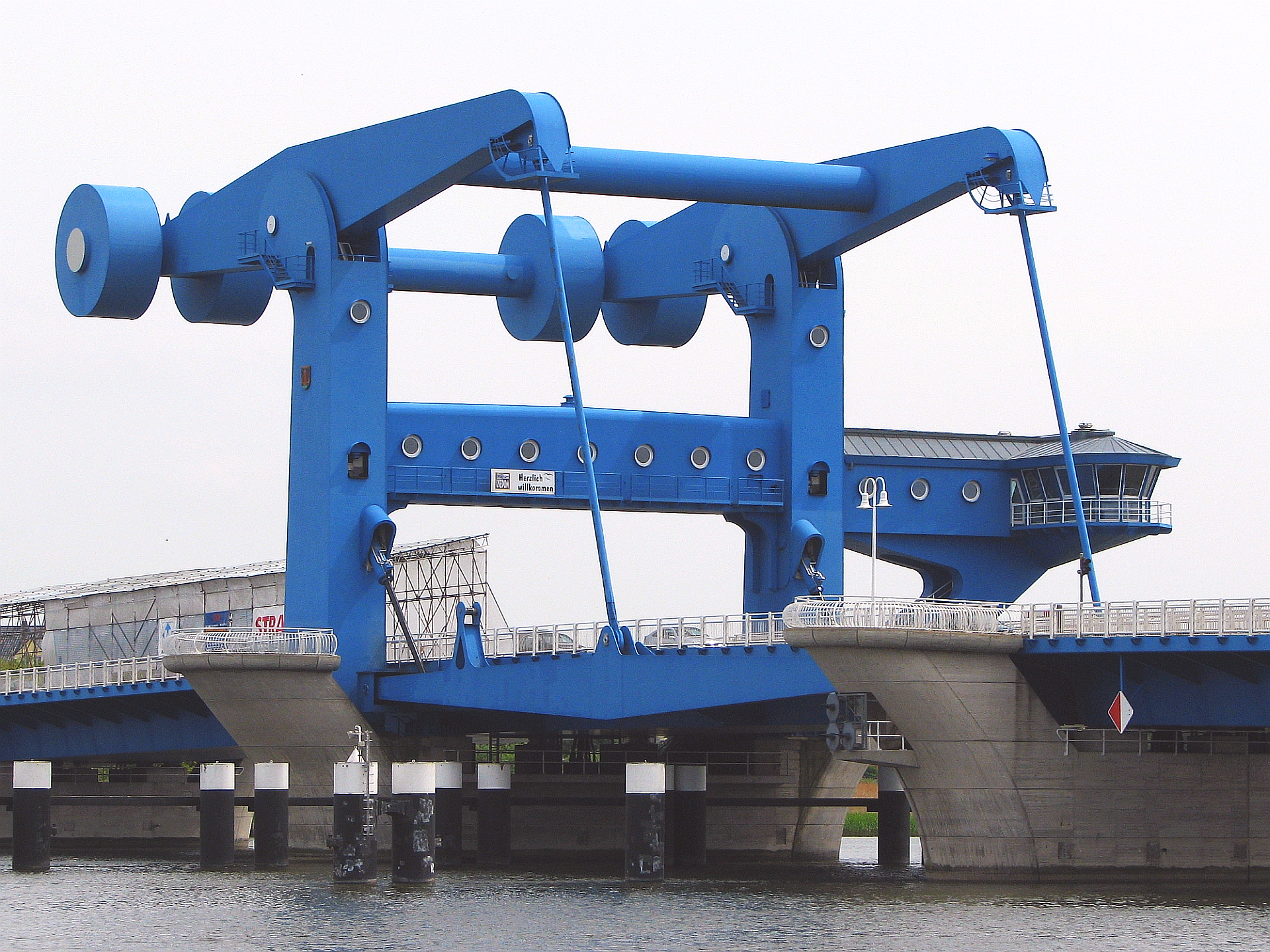
Basculebrug met het huis van de brugwachter (achterkant boven)

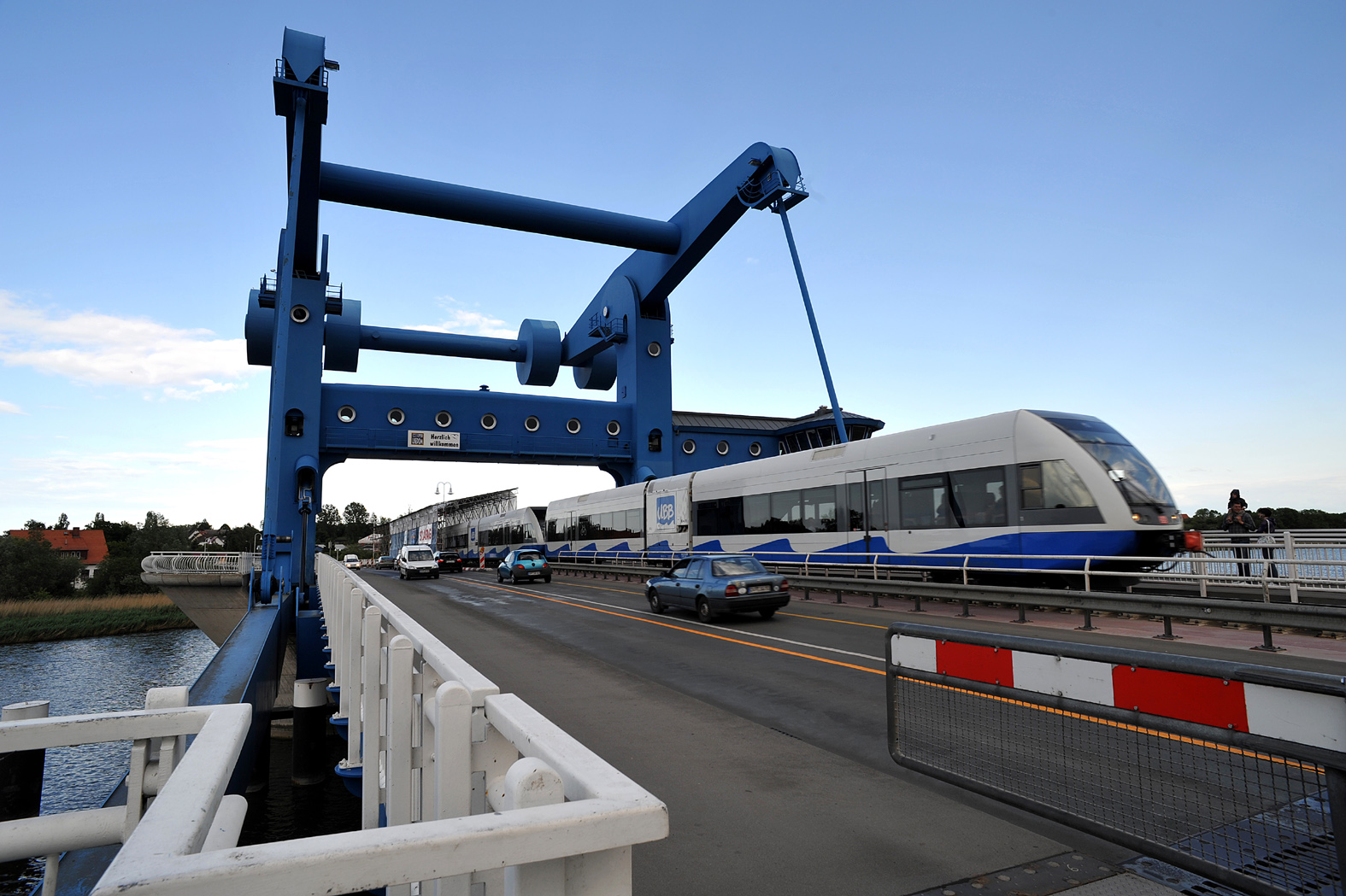
UBB-trein op de basculeburg tussen Wolgast en Usedom (2009)

De Peenebrücke is een basculebrug over de Duitse rivier de Peenestrom tussen Wolgast en Usedom.

## Geschiedenis
De eerste plannen voor het maken van de brug ontstonden in 1920 doordat de bestaande veerboot het verkeer van 223.685 mensen, 16.702 auto's, 3.505 motorfietsen en 7.970 wagens niet meer aan kon en om daarnaast de handel in de economische crisis verbeteren.
De kosten van de brug werden geschat op 1,46 miljoen Duitse mark.
Na lange discussies over financiën werd in 1933 begonnen met de bouw van de brug die na een jaar vol slechte weersomstandigheden toch op 24 juni 1934 kon worden geopend.
Eind april 1945 werd ze door de Duitsers tijdens het terugtrekken opgeblazen waarna het repareren van de brug iets meer dan vijf jaar heeft geduurd. De brug werd heropend in april 1950 door burgemeester Backhaus.
Door het sterk stijgende verkeer moesten er in 1990 zelfs verlaagde snelheidslimieten en lastbeperkingen worden ingesteld. De bestaande brug werd gesloopt na het voltooien van de nieuwe brug in 1996.
Om de spoorlijn op Usedom, de Usedomer Bäderbahn, weer te verbinden met het spoorwegnet op het vasteland werd de brug aangepast waarna in 2000 de eerste trein over de brug reed. Het spoor was sinds 1945 van het vasteland gescheiden doordat de oude spoorbrug in het zuiden van het eiland, de Hubbrücke Karnin, in de Tweede Wereldoorlog was verwoest.

## Techniek
Het brugdek van de nieuwe brug heeft een breedte van ongeveer 19 meter en een lengte van 42 meter die in werking wordt gesteld door een 45 kW (61pk) zware motor. De hele brug is 247 m lang en bevat alleen al 2289 ton aan staal.
De doorvaarthoogte is 30,75 m en de kosten van deze brug waren 104 miljoen Duitse mark.

## Trivia
De brug is van verre te zien door de blauwe contragewichten.